# 鏡田
鏡田（かがみだ）は、愛知県名古屋市緑区の町名。丁番を持たない単独町名である。住居表示未実施。

## 地理
名古屋市緑区の北東部に位置し、南東は鳴海町、南西は鶴が沢、北東は藤塚、北西は兵庫・亀が洞に接する。

## 歴史

### 町名の由来
鳴海町の小字名「鏡田」による。字名「鏡田」は、神社の維持に寄進された田であることに由来するという。

### 沿革
- 2002年（平成14年）8月24日 - 緑区鳴海町（字鏡田・兵庫）の一部より、同区鏡田が成立[1]。

## 世帯数と人口
2019年（平成31年）3月1日現在の世帯数と人口は以下の通りである。
| 町丁 | 世帯数  | 人口  |
| ---- | ------- | ----- |
| 鏡田 | 241世帯 | 587人 |

### 人口の変遷
国勢調査による人口の推移
| 2005年（平成17年） | 573人 | [ 8 ]  |  |
| 2010年（平成22年） | 561人 | [ 9 ]  |  |
| 2015年（平成27年） | 585人 | [ 10 ] |  |

## 学区
市立小・中学校に通う場合、学校等は以下の通りとなる。また、公立高等学校に通う場合の学区は以下の通りとなる。
| 番・番地等 | 小学校                 | 中学校                 | 高等学校 |
| ---------- | ---------------------- | ---------------------- | -------- |
| 全域       | 名古屋市立熊の前小学校 | 名古屋市立神の倉中学校 | 尾張学区 |

## その他

### 日本郵便
- 郵便番号 : 458-0803[4]（集配局：緑郵便局[13]）。